# Человек, который хотел оставаться собой
«Человек, который хотел оставаться собой» (фр. L'homme qui voulait vivre sa vie) — французский фильм 2010 года Эрика Лартиго по роману Дугласа Кеннеди.

## Сюжет
Главный герой Поль Эксбен (Ромен Дюрис) — сотрудник одной из адвокатских контор Парижа с большой зарплатой и прекрасным домом, красивой женой и двумя маленькими сыновьями. Однако отношения между супругами охладевают на глазах. Поль узнает, что жена изменяет ему с их общим знакомым — фотографом Грегуаром Кремером (Эрик Руф), находящемся в творческом кризисе.
Поль идёт поговорить обо всём этом к сопернику. Предложение фотографа принять эту ситуацию «по-современному», то есть без скандалов, почти принимается внешне спокойным Полем, но пикирование словами приводит к драке, в ходе которой, любовник роковым образом смертельно ранится осколками бутылки вина. Главный герой испытывает шок и понимает, что его благополучная жизнь уже в прошлом. Поскольку накануне на одной из совместных вечеринок фотограф говорил, что собирается ехать в творческую командировку по заказу одного из журналов, у Поля появляется шанс исправить безнадёжную ситуацию, так как в ближайшее время никто не хватится отсутствия покойного. Он решает избавиться от тела, сделать фальшивые документы и покинуть Францию.
Его план удаётся. И вот Поль Эксбен под чужим именем оказывается в провинциальном городе в бывшей Югославии на побережье Адриатики. Главный герой избежал тюрьмы, но потерял всё: семью, дом, родную страну, возможность работать по профессии, возможность общения на родном языке, наконец. Но не всё так плохо, Поль возвращается к увлечению своей жизни, и делает серию фотоснимков местных жителей и видов города. Вскоре с ним знакомится француз Бартоломео (Нильс Ареструп) живущий в этом городе несколько десятилетий, он редактор местной газеты и приглашает Поля подработать у него. Поль знакомится с его помощницей Иваной (Бранка Катич), между ними разгорается страсть.
Работы Поля попадают к организаторам региональных фотовыставок. Его замечают и предлагают первый контракт. Поль в замешательстве. Подумав, он соглашается, но категорически отвергает возможность каких-либо интервью с ним или его фотографирования. Популярность, о которой он мечтал с детства, настигает его так некстати. Устраивается персональная фотовыставка Поля, им заинтересовывается крупный европейский организатор. На этой выставке Поля едва не узнаёт случайный человек из его парижского прошлого. Главный герой впадает в панику. Он в спешке покидает портовый городок, сжигает машину, прощается с новой любовью.
Ему удаётся выйти на людей, доставляющих нелегальных иммигрантов в Латинскую Америку. Отдав им последние сбережения, он попадает на борт корабля. Ночью он просыпается от выстрелов. Пробравшись на корму, Поль Эксбен становится очевидцем чудовищной расправы. Преступники выкидывают чем-то им неугодивших иммигрантов в море. Поль делает снимки этого. Однако его замечают и тоже выкидывают за борт. Перед тем, как Поля хватают, он успевает поменять плёнку в фотоаппарате. Один из членов экипажа сбрасывает в воду надувной спасательный плот. Поль едва добирается до него, и помогает ещё одному спасшемуся иммигранту забраться.
В финальной сцене, иммигрант выходит из полицейского участка в итальянском городе на побережье Средиземного моря. Его спаситель — Поль находится снаружи участка. Ему удалось скрыть своё настоящее имя. Иммигранта обступают журналисты, так как он считается автором снимков с сохранённой Полем плёнки. Иммигрант и Поль улыбаясь внимательно смотрят друг другу в глаза. Взгляд иммигранта полон благодарности.

## В ролях
- Ромен Дюрис — Поль Эксбен (фр. Paul Exben)
- Марина Фоис — Сара Эксбен
- Нильс Ареструп — Бартоломео
- Бранка Катич — Ivana
- Катрин Денёв — Anne
- Эрик Руф[фр.] — Грегуар Кремер
- Рашель Бергер — Fiona Exben
- Эстебан Карвахаль — Алегрия
- Флоранс Мюллер — Clarisse
- Кароль Вайсс — Annie

## Съёмки
Съёмки проходили на берегу Адриатического моря, в частности в Которском заливе в Черногории.

## Номинации
Фильм номинировался на 36-й ежегодной церемонии «Сезара» (2011): лучший актёр второго плана (Нильс Ареструп) и лучший оригинальный сценарий или адаптация (Эрик Лартиго).